# Kanton Varzy
Kanton Varzy (francouzsky Canton de Varzy) je francouzský kanton v departementu Nièvre v regionu Burgundsko. Tvoří ho 12 obcí.

## Obce kantonu
- La Chapelle-Saint-André
- Corvol-l'Orgueilleux
- Courcelles
- Cuncy-lès-Varzy
- Entrains-sur-Nohain
- Marcy
- Menou
- Oudan
- Parigny-la-Rose
- Saint-Pierre-du-Mont
- Varzy
- Villiers-le-Sec